# Castillo Sohail
Castillo Sohail är ett slott i Spanien. Det ligger i provinsen Provincia de Málaga och regionen Andalusien, i den södra delen av landet, 400 km söder om huvudstaden Madrid. Castillo Sohail ligger 16 meter över havet.
Terrängen runt Castillo Sohail är varierad. Havet är nära Castillo Sohail åt sydost.Närmaste större samhälle är Fuengirola, 1,7 km norr om Castillo Sohail.